# Paraje Comipini
Paraje Comipini es una localidad argentina ubicada en el departamento San Jerónimo de la Provincia de Santa Fe. Se encuentra sobre la costa del río Coronda, 9 km al Sudeste de Arocena, de la cual depende administrativamente.
En la zona hay mayoritariamente cabañas y casas de fin de semana, destacándose la pesca como actividad turística.

## Población
En los dos últimos censos nacionales de 2001 y 2010 fue censada con el nombre de Barrio Pacá - Barrio Comipini.
Cuenta con 12 habitantes (Indec, 2010), lo que representa un marcado descenso del 92,5% frente a los 161 habitantes (Indec, 2001) del censo anterior. La razón del brusco descenso, es que el último censo fue realizado un día miércoles, mientras que la mayoría de la población se asienta los fines de semana.